# Distretto di Kusuman
Il distretto di Kusuman (in thailandese: กุสุมาลย์) è un distretto (amphoe) della Thailandia, situato nella provincia di Sakon Nakhon.
| Controllo di autorità | VIAF (EN) 153734190 · LCCN (EN) n90615530 · J9U (EN, HE) 987007567549005171 |